# Коледж святого Патрика, Мейнут
Коледж Святого Патріка (ірл. Coláiste Naoimh Phádraig, Maigh Nuad) — є Національною семінарією в Ірландії і належить до Папського університету, що розташований в селі Мейнут, 24 км від Дубліна, Ірландія. У 2014-15 навчальному році приблизно 90 священиків навчаються на священика та проживають 69 семінаристів.
Коледж та семінарію часто називають Мейнутським коледжем. Королівський коледж Святого Патріка був офіційно заснований актом парламенту Grattan в 1795 році. Томас Пельгам, державний секретар, представив свій законопроєкт про заснування Католицького коледжу, який був прийнятий парламентом.
Акредитацію надав Папський Університет, який був заснований Папським Статутом 1896. Папський Статут дає право університетові надавати ступінь з канонічного права, філософії і теології.

## Історія
Місто Мейнут, точніше графство Кілдер, було резиденцією графів Фіцджеральд. Оповита плющем вежа прикріплена до протестантської церкви Святої Марії це все, що залишилося від стародавнього коледжу Сент-Мері у Мейнуті, який був заснований Гарольдом, восьмим графом династії Кілдер. У 1518 році Ерл, дев'ятий граф династії Кілдер, подав клопотання тодішньому архієпископу Дубліна про отримання ліцензії на заснований коледжу в Мейнуті названого Коледж Пресвятої Діви Марії.
Сучасний коледж був створений в 1790-ті роки на тлі потрясінь Французької революції. До цього часу велика кількість ірландських католицьких священиків перебували на європейському континенті, зокрема у Франції.

Коледж був створений 5 червня 1795, як Королівський коледж святого Патрика, актом парламенту Ірландії, щоб забезпечити «для навчання осіб, які сповідують папську або католицьку релігії». Коледж спочатку був створений, щоб забезпечити вищу освіту для католицьких, світських і церковних студентів.

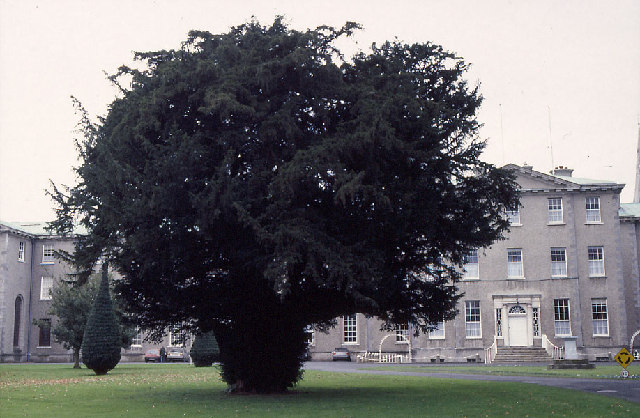
Найдавніше ірландське дерево, the Silken Thomas Yew, якому 700—800 років.

Коледж був зокрема призначений для забезпечення освіти католицьких священиків в Ірландії, яким до відкриття коледжу доводилось навчатися за кордоном. До того ж, було зменшено кількість священиків, які повертаються з революційної Франції, таким чином, перешкоджаючи потенційну революцію. 
Перша будівля була розроблена і названа на честь Джона Стоєт. Це будинок, який все ще можна побачити від входу в старий кампус, це добре відома будівля в Мейнуті серед студентів і знаходиться дуже близько до історичного замку Мейнута. Протягом наступних 15 років, відбулося Мейнуті бурхливе будівництво, щоб задовольнити приплив студентів, і будівлі, які в даний час межують з площею Святого Йосифа, були завершені 1824.

Преподобний Лоуренс Ф. Ренеган(1797—1857), відомий антиквар, історик церкви, і священнослужитель, був ректором коледжу святого Патріка з 1845 до 1857 року. За його керівництва, багато з найбільш важливих будівель коледжу були побудовані Августусом Пугин.

### Присяга на вірність
Відповідно до Закону про заснування коледжу, студенти та наставники коледжу повинні були присягнути на вірність Папській Короні. Деякі студенти не вступили, так як вони заперечували присягнули на вірність главі Англіканської церкви.

## Студентське життя
Студенти коледжу брали участь у різних між університетських змаганнях. У 1972 році студенти вперше взяли участь у футбольних змаганнях, які мають назву Football Sigerson Cup і виграв його в 1976 році. Футбольна команда змагалася за кубок FAI's Collingwood Cup. Також у цьому ж році студенти перемогли у телевізійній вікторині Важкі часи.